# Rhodostemonodaphne morii
Rhodostemonodaphne morii är en lagerväxtart som beskrevs av S. Madrinan. Rhodostemonodaphne morii ingår i släktet Rhodostemonodaphne och familjen lagerväxter. Inga underarter finns listade i Catalogue of Life.